# 신격
신격(神格) 또는 신성(divinity, divine, 神性)은 보통 신의 성격 또는 신과 같은 성격을 일컫는 말이다.
신격화는 어떠한 대상을 신의 자격을 가진 것으로 올려 놓는 것을 말한다. (보기: 자연물을 신격화하여 숭배하다.)

## 쓰임새
- 박식하거나 한계를 초월하는 사람의 능력을 가진 힘을 일컫는다.
- 신격과의 어떠한 특별한 접근이나 관계를 가지는 개인이나 특징을 일컫는다.

## 같이 보기
- 기독교의 신격(en)